# Síndrome de Crigler-Najjar
El síndrome de Crigler-Najjar es un trastorno muy poco frecuente provocado por la alteración del gen (UGT1A1) que codifica  la enzima hepática  uridina difosfoglucuronato glucuronosiltransferasa (UGT) que facilita la conjugación de la bilirrubina no conjugada (indirecta) en conjugada (directa) dentro de los hepatocitos. La enfermedad resulta en una forma heredada de ictericia no-hemolítica a predominio indirecto que a menudo puede llevar a daño cerebral en infantes (Kernicterus). 
El síndrome está clasificado en dos tipos: tipo I (letal) con disfunción total de la enzima glucuroniltransferasa y tipo II o síndrome de Arias (menos severa) con disfunción parcial de la enzima glucuroniltransferasa. El nombre del trastorno viene por J. F. Crigler Jr y V. A. Najjar.
El síntoma principal de este síndrome es la ictericia  a causa de la hiperbilirrubinemia a expensas de bilirrubina no conjugada (indirecta). Característicamente, la sangre del paciente, desde su nacimiento presenta concentraciones elevadas de bilirrubina, predominantemente de la fracción libre (no unida a albúmina) o no conjugada, causando hiperbilirrubinemia.